# Trichoglottis bipenicillata
Trichoglottis bipenicillata är en orkidéart som beskrevs av Johannes Jacobus Smith. Trichoglottis bipenicillata ingår i släktet Trichoglottis och familjen orkidéer. Inga underarter finns listade i Catalogue of Life.